# トゥリオ・ピネリ
トゥリオ・ピネリ（Tullio Pinelli, 1908年6月24日 - 2009年3月7日）は、イタリアの脚本家、小説家である。トゥリオ・ピネッリとも表記される。

## 人物・来歴
イタリア王国（現在のイタリア共和国）トリノに生まれる。貴族の出身で、騎兵将校、法律家といった職を経て、舞台の戯曲を書き始める。戯曲が注目され、映画界に入り、1943年に脚本家としてデビューする。
1952年、ピエトロ・ジェルミ監督の『越境者』の脚本で、同作を共同執筆したジェルミ、フェデリコ・フェリーニとともにドイツ映画賞敢闘賞を受賞する。1957年、フェデリコ・フェリーニ監督の『道』の脚本で、同作を共同執筆したフェリーニとともに第29回アカデミー賞脚本賞にノミネートされる。1958年、フェデリコ・フェリーニ監督の『青春群像』の脚本で、同作を共同執筆したフェリーニ、エンニオ・フライアーノとともに第30回アカデミー賞脚本賞にノミネートされる。1959年、フェデリコ・フェリーニ監督の『カビリアの夜』の脚本で、同作を共同執筆したピエル・パオロ・パゾリーニ、エンニオ・フライアーノとともに、スペイン・バルセロナでのサン・ジョルディ賞最優秀外国脚本賞を受賞する。
フェデリコ・フェリーニ監督の『甘い生活』の脚本で、同作を共同執筆したフェリーニ、ブルネッロ・ロンディ、エンニオ・フライアーノとともに1961年にはナストロ・ダルジェント賞最優秀脚本賞を受賞、1962年には第34回アカデミー賞脚本賞にノミネートされる。1964年、フェデリコ・フェリーニ監督の『8 1/2』の脚本で、同作を共同執筆したフェリーニ、ブルネッロ・ロンディ、エンニオ・フライアーノとともに、ナストロ・ダルジェント賞最優秀脚本賞を受賞、同年の第36回アカデミー賞脚本賞にノミネートされる。
1976年、マリオ・モニチェリ監督の『私の友だち』の脚本で、同作を共同執筆したレオ・ベンヴェヌーティ、ピエロ・デ・ベルナルディ、ピエトロ・ジェルミとともに、ナストロ・ダルジェント賞最優秀脚本賞ならびに同最優秀原作賞を受賞する。
1982年、マリオ・モニチェリ監督の『グリッロ侯爵』の脚本で、同作を共同執筆したモニチェリ、ピエロ・デ・ベルナルディ、レオ・ベンヴェヌーティ、ベルナルディーノ・ザッポーニとともにナストロ・ダルジェント賞最優秀脚本賞を受賞する。1986年、マリオ・モニチェリ監督の『女たちのテーブル』の脚本で、同作を共同執筆したモニチェリ、ピエロ・デ・ベルナルディ、レオ・ベンヴェヌーティ、スーゾ・チェッキ・ダミーコとともにナストロ・ダルジェント賞最優秀脚本賞、ならびに同年のダヴィド・ディ・ドナテッロ賞最優秀脚本賞を受賞する。1988年、フランスの女優マドレーヌ・ルボーと結婚する。
満90歳を迎える1998年、マクシミリアン・ロベスピエールに題材をとった小説『ロベスピエールの家』 La casa di Robespierre を執筆し、出版される。
2009年3月7日、老衰により死去した。満100歳没。

## おもなフィルモグラフィ
83作の脚本作がある。

### 1940年代
- In cerca di felicità : 監督ジャコモ・ジェンティローモ、1943年 - 脚本・原案
- La signora è servita : 監督ニーノ・ジャンニーニ、1945年 - 脚本
- 『トラヴェット氏の苦悩』 Le miserie del signor Travet : 監督マリオ・ソルダーティ、1945年 - 脚本
- Si chiude all'alba : 監督ニーノ・ジャンニーニ、1944年 - 脚本
- Fatalità : 監督ジョルジョ・ビアンキ、1946年 - 脚本
- 『不貞の女』 L'adultera : 監督ドゥイリオ・コレッティ、1946年 - 脚本
- Il bandito : 監督アルベルト・ラットゥアーダ、1946年 - 脚本

- 『ステファノを射て』 Il passatore : 監督ドゥイリオ・コレッティ、1947年 - 脚本・原案
- 『アモーレ』 L'amore : 監督ロベルト・ロッセリーニ、1948年 - 脚本・原案
- 『無法者の掟』 In nome della legge : 監督ピエトロ・ジェルミ、1949年 - 脚本・原案
- 『ポー河の水車小屋』 Il mulino del Po : 監督アルベルト・ラットゥアーダ、1949年 - 脚本・原案

### 1950年代
- 『寄席の脚光』 Luci del varieta : 監督アルベルト・ラトゥアーダ / フェデリコ・フェリーニ、1950年 - 脚本・原案
- 『越境者』 Il cammino della speranza : 監督ピエトロ・ジェルミ、1950年 - 脚本・原案
- 『街は自衛する』 La citta si difende : 監督ピエトロ・ジェルミ、1951年 - 脚本・原案
- 『白い酋長』 Lo sceicco bianco : 監督フェデリコ・フェリーニ、1952年 - 脚本・原案
- 『沈黙の家』 La voce del silenzio : 監督G・W・パブスト、1953年 - 脚本・原案
- 『巷の恋』 L'amore in citta : 監督フェデリコ・フェリーニ / ミケランジェロ・アントニオーニ / カルロ・リッツァーニ / ディーノ・リージ / フランチェスコ・マゼッリ / チェーザレ・ザヴァッティーニ / アルベルト・ラットゥアーダ、1953年 - 脚本・原案
- 『青春群像』 I vitelloni : 監督フェデリコ・フェリーニ、1953年 - 脚本・原案、第30回アカデミー賞脚本賞ノミネート
- 『シューベルト物語/愛の交響楽』 Sinfonia d'amore : 監督グラウコ・ペッレグリーニ、1954年 - 脚本・原案
- 『道』 La strada : 監督フェデリコ・フェリーニ、1954年 - 脚本・原案、第29回アカデミー賞脚本賞ノミネート
- 『崖』 Il bidone : 監督フェデリコ・フェリーニ、1955年 - 脚本・原案
- 『人間と狼』 Uomini e lupi : 監督ジュゼッペ・デ・サンティス、1956年 - 脚本・原案
- 『カビリアの夜』 Le notti di Cabiria : 監督フェデリコ・フェリーニ、1957年 - 脚本・原案

### 1960年代
- 『アドゥアと仲間たち』 Adua e le compagne : 監督アントニオ・ピエトランジェリ、1960年 - 脚本・原案
- 『甘い生活』 La Dolce Vita : 監督フェデリコ・フェリーニ、1960年 - 脚本・原案、第34回アカデミー賞脚本賞ノミネート
- 『ボッカチオ'70』 Boccaccio '70 : 監督マリオ・モニチェリ / フェデリコ・フェリーニ / ルキノ・ヴィスコンティ / ヴィットリオ・デ・シーカ、1962年 - 脚本・原案
- 『8 1/2』 8½ : 監督フェデリコ・フェリーニ、1963年 - 脚本・原案、第36回アカデミー賞脚本賞ノミネート
- 『魂のジュリエッタ』 Giulietta degli spiriti : 監督フェデリコ・フェリーニ、1965年 - 脚本・原案
- 『バンボーレ』 Le bambole : 監督ディーノ・リージ / ルイジ・コメンチーニ / フランコ・ロッシ / マウロ・ボロニーニ、1965年 - 脚本
- 『ヨーロッパ式クライマックス』 L'immorale : 監督ピエトロ・ジェルミ、1967年 - 脚本・原案
- 『スイート・チャリティ』 Sweet Charity : 監督ボブ・フォッシー、1969年 - 脚本・原案

### 1970年代
- 『悲しみの青春』 Il giardino dei Finzi-Contini : 監督ヴィットリオ・デ・シーカ、1970年 - 脚本・原案
- 『アルフレード アルフレード』 Alfredo, Alfredo : 監督ピエトロ・ジェルミ、1972年 - 脚本・原案
- 『昔の物差しによれば』 Per le antiche scale : 監督マウロ・ボロニーニ、1975年 - 脚本・原案
- 『私の友だち』 Amici miei : 監督マリオ・モニチェリ、1975年 - 脚本・原案
- 『アニタと子猫と…』 Viaggio con Anita : 監督マリオ・モニチェリ、1979年 - 脚本・原案

### 1980年代
- 『グリッロ侯爵』 Il marchese del Grillo : 監督マリオ・モニチェリ、1981年
- 『私の友だち第二部』 Amici miei atto II : 監督マリオ・モニチェリ、1982年 - 脚本・原案
- 『私の友だち第三部』 Amici miei atto III : 監督ナンニ・ロイ、1985年 - 脚本・原案
- 『女たちのテーブル』 Speriamo che sia femmina : 監督マリオ・モニチェリ、1986年 - 脚本・原案
- 『ジンジャーとフレッド』 Ginger e Fred : 監督フェデリコ・フェリーニ、1986年 - 脚本・原案

### 1990年代 - 2000年代
- 『ボイス・オブ・ムーン』 La voce della luna : 監督フェデリコ・フェリーニ、1990年 - 脚本・原案
- 『フェリーニ 大いなる嘘つき』 : 監督ダミアン・ペティグリュー、2002年 - 出演
- 『ボンジュール・ミシェル』 Bonjour Michel : 監督アルカンジェロ・ボナッコルジ、2005年 - 脚本・原案
- 『トゥルムへの旅』 Viaggio a Tulum : 監督マルコ・バルトッチョーニ、2009年 - 脚本（遺作）

## ビブリオグラフィ
- La casa di Robespierre, La memoria, 1998年4月17日 ISBN 8838914125

## 註
1. 1 2 3 4 5 6 7 8 9 10 11 12 13 14 15 16 17  Tullio Pinelli, インターネット・ムービー・データベース （英語）, 2010年12月10日閲覧。
2. 1 2 3  Tullio Pinelli, allmovie （英語）, 2010年12月10日閲覧。
3. ↑  トゥリオ・ピネッリ、allcinema ONLINE, 2010年12月10日閲覧。